# Audi F1 Team
Revolut Audi F1 Team je německý konstruktér, který se bude od roku 2026 účastnit Formule 1. Tým vznikne z týmu Sauber. Závodit bude s vlastními motory, které bude vyvíjet společnost Audi Formula Racing GmbH.

## Historie
Společnost Audi ve Formuli 1 nikdy nezávodila, její předchůdce Auto Union se ale účastnila závodů Grand Prix v letech 1935–1939.
Audi v roce 2022 oznámilo, že od roku 2026 vstoupí do Formule 1 jako dodavatel motorů. V říjnu bylo potvrzeno partnerství s týmem Sauber, Audi v něm získalo podíl, rozhodlo o jeho přejmenování od roku 2026 a dodávce vlastních motorů. Neel Jani byl zaměstnán jako vývojový jezdec.
V roce 2024 koupila minoritní podíl v týmu společnost Qatar Investment Authority. V roce 2025 Nico Hülkenberg a Gabriel Bortoleto podepsali víceletou smlouvu se Sauberem a byli tak potvrzeni jako jezdci Audi i pro rok 2026.
1. července 2025 Sauber oznámil, že zprovoznil Sauber Motorsport Technology Centre v hrabství Oxfordshire, které má do týmu přilákat kvalifikovaný personál. Toto centrum má fungovat jako doplněk hlavního sídla v Hinwilu, kde se vyrábí šasi.
30. července 2025 Audi oznámilo, že byla podepsána víceletá smlouvu s britskou fintech společností Revolut, která se stane hlavním sponzorem týmu.